# 信長の野望・全国版
『信長の野望・全国版』（のぶながのやぼう・ぜんこくばん）は、1986年10月に日本の光栄から発売されたPC-8801用歴史シミュレーションゲーム。タイトルロゴの「全国版」の部分が「全・国・版」と表記されているものもある。
同社の『信長の野望シリーズ』第2作。日本の戦国時代を舞台に、様々な戦国大名を操作して全国統一を果たす事を目的としている。各大名の顔グラフィックが追加された他、各種イベントの際にアニメーション静止画が表示されるようになった事などを特徴としている。
開発は光栄が行い、プロデューサーはシブサワ・コウ、音楽は同社の『三國志』（1985年）などを手掛けた菅野よう子が担当している。前作『信長の野望』（1983年）はBASIC言語で作られていたが、本作はC言語で開発された。
PC-88（SR以降）版の発売後、他の日本国産パソコン各機種に移植され大ヒットし、またアメリカ合衆国においても『Nobunaga's Ambition』のタイトルでAmigaやPC/AT互換機などに移植された。1988年には、同社の家庭用ゲーム機市場への初参入ソフトとして、ファミリーコンピュータに移植され、1993年にはスーパーファミコンにおいて『スーパー信長の野望・全国版』のタイトルで移植された他、メガドライブ、PCエンジンSUPER CD-ROM2など様々な家庭用ゲーム機に移植された。2001年から2004年にかけては携帯電話ゲームとして配信された。Windows版では『コーエー25周年記念パック』シリーズのVol.1にPC-9801版が収録され、後に『コーエー定番シリーズ』での単品発売もされている。

## 概要
戦国時代を舞台とした国取り合戦で、戦国大名が他の戦国大名と戦い国を奪っていき全国統一をしていくのが目的である。後にシステムソフトが『天下統一』（1989年）のタイトルで歴史シミュレーションゲームを発売したため、コーエーは「天下統一」の使用を避けるようになったと言われている。
基本的に、武将は大名しか登場しない他、能力は自分で決めて行き能力を高めていくというゲームである。本作が後の信長シリーズの草分けとなっていった。また、歴史イベントとして本能寺の変が用意され、以降の作品にも受け継がれている。
また本作から、各大名の顔グラフィックが登場。台風や飢饉、暗殺などイベントごとにアニメーションや静止画が表示されるようになった。ADPCMを標準搭載するX68000版では、当時のゲームでは珍しかった音声が静止画の表示とともに流れ、年貢率を下げた時には「バンザーイ!」、逆に上げた時には「ご無体な〜」、一揆が発生した時には「もうがまんできねえ」など、ふんだんに使われている。

## ゲーム内容

### 50ヶ国モード
本作では、北の蝦夷から南の薩摩大隅までの、ほぼ日本全国をカバーする50ヶ国が舞台となる。これに伴い、一部の機種ではシステムからのメッセージが各地方の方言になる「方言モード」も導入されている（方言モードにするかどうかはゲーム中に任意に変更できる）。
50ヶ国モードの他に17ヶ国モードも用意されており、17ヶ国モードでは前作と同様の尾張を中心とした関東から近畿地方までが舞台となる。
また、前作では同時プレイ人数は最大2人で、プレイヤー大名として選べるのは織田信長と武田信玄のみだったが、本作では最大8人と大幅に拡大され、プレイヤー大名も50ヶ国モードでは50人、17ヶ国モードでは17人の中から任意に選択する事ができる。なお、後述のコンシューマ移植版を除き、最初から複数国を領する大名はいない。

### 大名のパラメータ
各大名のパラメータは年齢のほか、病気にかかる度合いや寿命・訓練度などに影響する「健康」、不戦同盟や婚姻の成功率に関わる「野心」、災害の発生率や敵国が攻め込んでくる確率に影響する「運」、一揆や謀反の発生率に関わる「魅力」、忍者コマンドの成功率や訓練などに関わる「IQ」（一部の移植版では「知能」）がある。プレイヤー大名のパラメータは、ゲーム開始時にスロットで決定する。

### 内政
内政のコマンドは「開墾」「治水」「町づくり」「施し」が基本である。「開墾」は、石高が上昇し年貢収入が増えるが、治水と民財が低下する。「治水」は、治水度が上昇し年貢収入が増え、台風襲来の際の被害を小さくできる。「町づくり」は、町の価値が増加し金銭収入が増えるが、民財が低下する。「施し」は、金または米を民に施す事で、民忠・民財を上昇させる。基本的に、金よりも兵糧を施した方が、民忠がより増加する。
領国を発展させていく過程で必要な場合は、商人から借金もできる。借入可能額は、その国の町の価値と同額である。借金は毎年秋に自動的に返済され、秋以外でも商人がいれば返済可能である。秋の借金返済は兵士への給料支払いより優先されるため、借金額や年貢率によっては支払うべき給料が足りなくなり、不足分だけその国の兵士数が減少することもある。また、借金は大名単位ではなく国単位で計上されるため、負債を抱えている国を戦争で獲得した場合、領主になった大名に借金返済義務が生じることになる。
商人からは借金・返済以外にも、米の売買および武器の購入ができる。借金の金利、米の取引相場、武器の価格はランダムに上下する。なお、商人は不在であることがあり、不在の時は取り引きができない。ただし摂津和泉と山城には商人が常駐している。
新たな領地を得たら、委任した方が国力は早く伸びるが、軍事国にすると百姓一揆が、生産国にすると謀反が起きやすい。PC-88版やMSX2版では兵士数を0にすると謀反が起きなかったが、PC-98の後期版やWindows版では兵士数0でも謀反が発生する。軍事国およびバランス国の場合、隣接国へ戦争を仕掛けることがある。

### 合戦
合戦は、各陣営最大5部隊同士で争われ、大将の部隊である第1部隊を全滅させるか退却させると勝利となる。第1部隊が残っていても、兵糧を使い果たしたら敗北する。第1部隊を全滅させて勝利した場合、残った敵側の兵士は自国のものになる。また、大名自身が出陣している場合は各部隊の戦闘力が2倍になるが、第1部隊が全滅すると大名が死亡し、プレイヤー側であればゲームオーバーになる。
合戦中はどの部隊も1コマずつしか移動できない。また、隣接しないと攻撃できず、移動と攻撃を同じターンに行うことはできない。このルールと戦場の地形を利用して、敵の部隊から逃げ回り、攻め手にあっては兵糧攻め、すなわち相手の兵糧切れ、守り手にあっては戦争の期限である1カ月が過ぎるのを待つという戦術も可能である。
部隊は第1・4・5部隊が足軽隊、第2部隊が騎馬隊、第3部隊が鉄砲隊に固定されており、鉄砲・騎馬・足軽の順に強い。ただし鉄砲隊は、その国の武装度によって設定可能な編成率が変わり、武装度50以下では20%が上限になる。
兵忠が低いと謀反が、民忠や民財が低いと一揆が起きることがある。謀反の場合はその国の兵士が正規軍と謀反軍に分かれて戦うが、一揆の場合は正規軍はその国の兵士がすべて動員され、一揆軍はその国の兵士とは無関係に兵士が動員される。したがって、戦い方によっては一揆によって兵士が逆に増えることもある。

### 大名死亡時の処理
本作には大名しか登場せず、配下武将や息子は存在しない。従って大名の後継者という概念が無いため、大名が死亡した場合の処理が後の作品とは大きく異なっている。
プレイヤー大名が死亡した場合、基本的にゲームオーバーになる。そのため毛利元就等のように後の作品では全国統一が容易な有力大名でも、ゲーム開始年である1560年の時点で高齢の大名は全国統一が困難である。唯一の例外が後述の「本能寺の変」イベントによる信長死亡の場合で、秀吉に引き継いで続行できる。
大名同士の戦争で大名本人が死亡した場合、敗北した大名の領国はすべて勝利した大名の領国になる。謀反・一揆により大名が死亡した場合には、その大名の本国に新たな大名が発生し、本国以外の国はすべて空白地となる。病気・高齢や忍者による暗殺などで大名が死亡した場合には、その大名が支配していた国はすべて空白地となる。
空白地が発生した場合、その国に隣接する大名が1人以下であれば新たな大名が誕生し、2人以上であれば入札が行われる。新たに登場する大名の名前はランダムで決定される。プレイヤー大名の隣接国に空白地が発生した場合は、入札に参加するか選択できる。
大名を討ち取ると戦勝者が敗北者の領国をすべて獲得するシステムは、次作『戦国群雄伝』以降は廃止され、『蒼天録』において「総取り」システムとして復活するまで採用されなくなる。また入札システムは、後の作品において類似するものは見られない。入札システムを利用し、暗殺と入札を繰り返して領国を増やしていくことが可能であるが、プレイヤー大名よりIQが高い大名には、暗殺はまず成功しない。
弱小大名は1ターンを待たずに一揆・謀反・敵国からの侵攻・暗殺で滅亡してしまうことがよくあり、プレイヤー大名の場合、その傾向は強く現れる。レベルが上がるほど、その傾向は顕著になる。

### 本能寺の変
以後のシリーズで定番になった、史実に沿ったプレイを行うと発生する「歴史イベント」が本作で初めて導入された。本作の50ヶ国モードでは、織田信長でプレイし一定条件を満たすと「本能寺の変」が発生する。
通常発生する謀反との違いは、合戦前に追加で一枚絵のビジュアルが入ること、謀反軍の名前が「明智」に固定されていること、隣国への退却ができないこと、敗北して信長が死亡した時にゲームオーバーではなく羽柴秀吉へ引き継いで続行すること（旧織田領は羽柴秀吉・柴田勝家・明智光秀に3分される）、などである。また、織田軍は山城に駐留する兵力がすべて動員されるが、対する明智軍は倍以上の兵力となる。明智軍の部隊編成は山城の部隊編成と同じになっている。

## 移植版

### 一覧
| No. | タイトル                                          | 発売日                       | 対応機種                                                 | 開発元         | 発売元         | メディア                                              | 型式                | 備考                                      | Ref.                        |
| --- | ------------------------------------------------- | ---------------------------- | -------------------------------------------------------- | -------------- | -------------- | ----------------------------------------------------- | ------------------- | ----------------------------------------- | --------------------------- |
| 1   | 信長の野望 全・国・版                             | 1986年11月                   | X1                                                       | 光栄           | 光栄           | 5インチフロッピーディスク                             | SIKN16016           |                                           |                             |
| 2   | 信長の野望 全・国・版                             | 1987年1月                    | PC-9801                                                  | 光栄           | 光栄           | 5インチフロッピーディスク 3.5インチフロッピーディスク | NFKN14018 NHKN11017 |                                           |                             |
| 3   | 信長の野望 全・国・版                             | 1987年4月                    | FM-7                                                     | 光栄           | 光栄           | 5インチフロッピーディスク 3.5インチフロッピーディスク | FUKN13053 FUKN13054 |                                           |                             |
| 4   | 信長の野望 全・国・版                             | 1987年5月                    | MZ-2500                                                  | 光栄           | 光栄           | フロッピーディスク                                    | SJKN12004           |                                           |                             |
| 5   | 信長の野望 全・国・版                             | 1987年7月                    | MSX                                                      | 光栄           | 光栄           | ロムカセット                                          | MXKN11009           |                                           |                             |
| 6   | 信長の野望 全・国・版                             | 1987年11月21日               | MSX2                                                     | 光栄           | 光栄           | フロッピーディスク ロムカセット                       | HBJ-G064D MXKN12003 |                                           |                             |
| 7   | 信長の野望 全・国・版 Nobunaga's Ambition         | 1988年3月18日 1989年6月      | ファミリーコンピュータ                                   | 光栄           | 光栄           | 2メガビット+64キロRAMロムカセット                     | KOE-NZ NES-NZ-USA   |                                           |                             |
| 8   | 信長の野望 全・国・版                             | 1988年11月                   | X68000                                                   | 光栄           | 光栄           | 5インチフロッピーディスク                             | SJKN13001           |                                           |                             |
| 9   | Nobunaga's Ambition                               | 1988年                       | Amiga PC/AT互換機                                        | 光栄           | 光栄           | フロッピーディスク                                    | -                   |                                           |                             |
| 10  | Nobunaga's Ambition                               | 1990年                       | Classic Mac OS                                           | 光栄           | 光栄           | フロッピーディスク                                    | -                   |                                           |                             |
| 11  | スーパー信長の野望 全・国・版 Nobunaga's Ambition | 1993年8月5日 1993年12月      | スーパーファミコン                                       | 光栄           | 光栄           | 4メガビットロムカセット                               | SHVC-NZ SNS-NZ-USA  | スーパーファミコンマウス対応              |                             |
| 12  | 信長の野望 全・国・版 Nobunaga's Ambition         | 1993年9月15日 1994年1月      | メガドライブ                                             | 光栄           | 光栄           | 4メガビットロムカセット                               | T-76133 T-76076     |                                           |                             |
| 13  | 信長の野望 全・国・版                             | 1993年12月11日               | PCエンジンSUPER CD-ROM2                                  | 光栄           | 光栄           | CD-ROM                                                | KOCD3005            |                                           |                             |
| 14  | 信長の野望 全・国・版                             | 1998年1月22日                | PlayStation                                              | 光栄           | 光栄           | CD-ROM                                                | SLPS-01210          |                                           |                             |
| 15  | コーエー・定番シリーズ 信長の野望 全・国・版      | 2000年8月3日                 | PlayStation                                              | コーエー       | コーエー       | CD-ROM                                                | SLPM-86605          | 廉価版                                    |                             |
| 16  | 信長の野望・全国版                                | 2001年6月1日                 | iモード                                                  | コーエー       | コーエー       | ダウンロード                                          | -                   |                                           | [ 8 ] [ 9 ] [ 10 ]          |
| 17  | 信長の野望 全国版                                 | 2001年12月3日                | J-SKY                                                    | コーエー       | コーエー       | ダウンロード                                          | -                   |                                           | [ 11 ]                      |
| 18  | 信長の野望 全国版                                 | 2003年3月17日                | mova504iシリーズ （iアプリ）                             | コーエー       | コーエー       | ダウンロード                                          | -                   |                                           | [ 12 ] [ 13 ]               |
| 19  | コーエー25周年記念パック Vol.1                    | 2003年8月1日                 | Windows 98-XP                                            | コーエー       | コーエー       | ダウンロード                                          | -                   | PC-9801版の移植                           | [ 14 ] [ 15 ] [ 16 ] [ 17 ] |
| 20  | 信長の野望・全国版                                | 2004年8月19日                | EZアプリ (Java)Phase3対応機種 （EZアプリ）               | コーエー       | コーエー       | ダウンロード                                          | -                   |                                           | [ 18 ] [ 19 ] [ 20 ]        |
| 21  | コーエー定番シリーズ 信長の野望・全国版           | 2005年7月22日                | Windows 98-XP                                            | コーエー       | コーエー       | ダウンロード                                          | -                   | PC-9801版の移植                           | [ 21 ]                      |
| 22  | スーパー信長の野望 全国版 Nobunaga's Ambition     | 2008年12月24日 2009年4月27日 | Wii                                                      | コーエー       | コーエー       | ダウンロード （バーチャルコンソール）                 | -                   | スーパーファミコン版の移植                | [ 22 ]                      |
| 23  | 信長の野望・全国版                                | 2010年8月18日                | iPhone iPod touch iPad (iOS)                             | コーエーテクモ | コーエーテクモ | ダウンロード                                          | -                   |                                           | [ 23 ] [ 24 ] [ 25 ]        |
| 24  | 信長の野望 全・国・版                             | 2010年11月10日               | PlayStation 3 PlayStation Portable (PlayStation Network) | コーエーテクモ | コーエーテクモ | ダウンロード （ゲームアーカイブス）                   | -                   | PlayStation版の移植                       |                             |
| 25  | Nobunaga's Ambition スーパー信長の野望 全国版     | 2014年9月4日 2014年10月29日  | Wii U                                                    | コーエーテクモ | コーエーテクモ | ダウンロード （バーチャルコンソール）                 | -                   | スーパーファミコン版の移植                | [ 26 ]                      |
| 26  | シブサワ・コウ アーカイブス 信長の野望・全国版    | 2017年1月25日                | Windows                                                  | コーエーテクモ | コーエーテクモ | ダウンロード （Steam）                                | -                   |                                           | [ 27 ] [ 28 ]               |
| 27  | スーパーファミコン Nintendo Classics              | 2025年3月28日                | Nintendo Switch                                          | 任天堂         | 任天堂         | ダウンロード                                          | -                   | スーパーファミコン版の移植 マウス操作対応 | [ 29 ] [ 30 ]               |

### バージョン
本作品は様々な機種に移植されており、基本構造は同じながら、発売機種または発売時期によってかなり仕様が異なる。よってある機種、バージョンでは有効であった攻略方法が、別のバージョンでは通用しないこともある。
PC98版には、BGMの無い256KB版と、BGMの有る384KB版、そして起動ファイルがZEN.EXEとなっている復刻版の3通りがある。復刻版については、数値の計算や条件分岐が前2バージョンと比較してかなり異なっている。

### コンシューマー移植版
スーパーファミコン移植版の『スーパー信長の野望全国版』以降はシナリオが増え、方言モードの復活など一部設定が変更されている。1571年開始のシナリオ3は織田家が5か国を支配し、武田家、上杉家、毛利家なども複数国を支配し力を付けてきている。本能寺の変の直前である1582年開始のシナリオ4では織田家の支配する国は実に18か国。武田信玄、上杉謙信が既に死没しているのも特徴である。
また、紀伊の大名が堀内氏善から雑賀孫市に変更されているなど、一部の国では当主が変更されている。
なお、プレイステーション版のパッケージに描かれている人物は、後にプレイステーション2ソフト『決戦』の徳川家康のモデルになったものと思われる。同作のパッケージイラストと攻略本『決戦 コンプリートガイド』で描かれている設定画の家康は、兜と一部の細部を除いてほぼ同じデザインである。

## 音楽
サウンドトラック
- 信長の野望・全国版/三國志 H29E-20005
- 光栄オリジナルBGM集Vol.1 歴史三部作+グレードアップ・ヴァージョン H27E-20007
- 光栄オリジナルBGM集Vol.8 スーパー信長の野望・全国版/太閤立志伝 KECH-1048（※スーパーファミコン音源をそのまま使用）

## 評価
ファミリーコンピュータ版
ゲーム誌『ファミコン通信』の「クロスレビュー」では合計28点（満40点）、『ファミリーコンピュータMagazine』の読者投票による「ゲーム通信簿」での評価は以下の通りとなっており、21.86点（満30点）となっている。
| 項目 | キャラクタ | 音楽 | 操作性 | 熱中度 | お買得度 | オリジナリティ | 総合  |
| 得点 | 3.86       | 3.42 | 3.49   | 4.14   | 3.02     | 3.93           | 21.86 |
スーパーファミコン版
ゲーム誌『ファミコン通信』の「クロスレビュー」では、5・5・5・4の合計19点（満40点）、『ファミリーコンピュータMagazine』の読者投票による「ゲーム通信簿」での評価は以下の通りとなっており、21.2点（満30点）となっている。
| 項目 | キャラクタ | 音楽 | お買得度 | 操作性 | 熱中度 | オリジナリティ | 総合 |
| 得点 | 3.7        | 3.5  | 3.4      | 3.5    | 3.9    | 3.3            | 21.2 |
メガドライブ版
ゲーム誌『ファミコン通信』の「クロスレビュー」では、7・4・6・6の合計23点（満40点）、『メガドライブFAN』の読者投票による「ゲーム通信簿」での評価は以下の通りとなっており、20.0点（満30点）となっている。
| 項目 | キャラクタ | 音楽 | お買得度 | 操作性 | 熱中度 | オリジナリティ | 総合 |
| 得点 | 3.5        | 3.3  | 2.8      | 3.7    | 3.8    | 2.8            | 20.0 |
PCエンジン版
ゲーム誌『ファミコン通信』の「クロスレビュー」では6・5・5・5の合計21点（満40点）、、『月刊PCエンジン』では75・85・85・80・90の平均83点（満100点）、『電撃PCエンジン』では70・50・85・70の平均68.75点（満100点）、『PC Engine FAN』の読者投票による「ゲーム通信簿」での評価は以下の通りとなっており、20.1点（満30点）となっている。
| 項目 | キャラクタ | 音楽 | お買得度 | 操作性 | 熱中度 | オリジナリティ | 総合 |
| 得点 | 3.5        | 3.5  | 3.3      | 3.1    | 3.6    | 3.1            | 20.1 |